# سيوداد دي لا باز
سيوداد دي لا باز هي مدينة في غينيا الاستوائية يتم بنائها حالياً لتصبح عاصمة بدلاً من مالابو.